# 美洲基督教民主組織
美洲基督教民主組織（西班牙語：Organización Demócrata Cristiana de América；缩写为ODCA）是一個由北美洲與南美洲的政黨、團體所組成之國際組織，旨在促進基督教人文主義。美洲基督教民主組織隸屬於中間派民主國際，是歐洲人民黨的區域合作夥伴。